# 일본국 헌법 제60조
일본국 헌법 제60조(일본어: 日本国憲法第60条)은 일본국 헌법 제4장 "국회"의 조문 중 하나이다. 중의원의 예산 우선 의결권, 예산 의결에 관한 중의원의 우월에 대해 규정하고 있다.

## 조문
일본국 헌법 제60조
① 예산은 먼저 중의원에 제출하여야 한다.
② 예산에 대하여 참의원에서 중의원과 다른 의결을 하였을 경우, 법률이 정하는 바에 의하여 양 의원(議院)의 협의회를 열어도 의견이 일치하지 아니할 때, 또는 참의원이 중의원에서 가결한 예산을 받은 뒤 국회 휴회 중의 기간을 제외하고 30일 이내에 의결하지 아니할 때는 중의원의 의결을 국회의 의결로 본다.

## 해설
정부가 편성한 예산안은 먼저 중의원에 안건으로 제출해야 하며, 중의원에서 가결된 예산안은 참의원으로 송부되어 참의원이 가결하면 예산이 최종 성립된다. 그러나 참의원이 예산안을 의결하지 않고 무기한 지연시키는 상황이 발생하는 것을 막기 위해 중의원의 예산안 의결로부터 30일 이내에 참의원이 의결하지 않으면 중의원의 의결을 곧 국회의 의결로 간주하여 예산이 자동 성립된다.